# NGC 2288
NGC 2288 é uma galáxia elíptica (E) localizada na direcção da constelação de Gemini. Possui uma declinação de +33° 27' 44" e uma ascensão recta de 6 horas, 50 minutos e 52,0 segundos.
A galáxia NGC 2288 foi descoberta em 22 de Fevereiro de 1849 por William Parsons.